# GVB 200
Die Serie GVB 200 der Straßenbahn Graz ist eine Reihe ähnlich dem Kriegsstraßenbahnwagen. Die 50 Zweiachser-Garnituren wurden in den späten 1940er Jahren für die Grazer Verkehrsbetriebe (GVB) gebaut und waren bis in die späten 1980er Jahre im Einsatz.

## Geschichte
Nach dem Zweiten Weltkrieg benötigte die Grazer Straßenbahn dringend neue Fahrzeuge. Um 1946 wurde beschlossen, bei Simmering-Graz-Pauker (heute Teil der Siemens AG Österreich) neue Zweirichtungsfahrzeuge zu kaufen. Insgesamt wurden 50 Triebwagen und Beiwagen bestellt. 1949 setzte man die ersten Garnituren ein. Die Triebwagen wurden mit 201–250, die Beiwagen mit 401B–450B nummeriert. Die Auslieferung dauerte insgesamt drei Jahre, sie stellte die größte Wagenbeschaffung in der Geschichte der Straßenbahn Graz dar.
In den 1980er Jahren standen die Grazer Verkehrsbetriebe unter starkem Druck des Verkehrsministeriums, weil Wagen mit Holzaufbauten nach der Straßenbahnverordnung nicht mehr eingesetzt werden durften. Die Wagen der Serie 200 mussten samt Beiwagen ausgemustert werden, sie wurden ab 1987 durch gebrauchte Duewag-Gelenkwagen aus Wuppertal ersetzt.

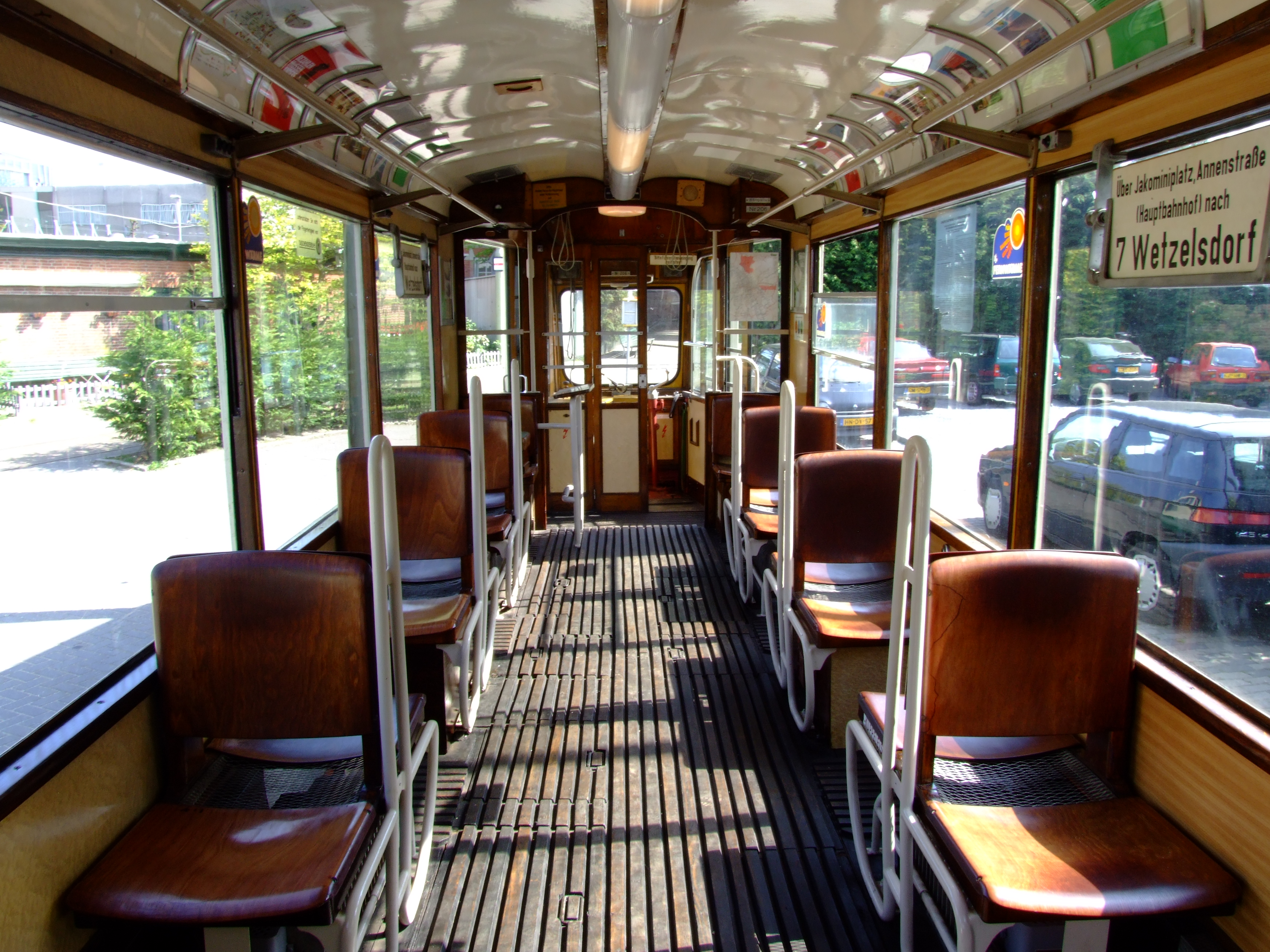
Inneneinrichtung des Wagens 206
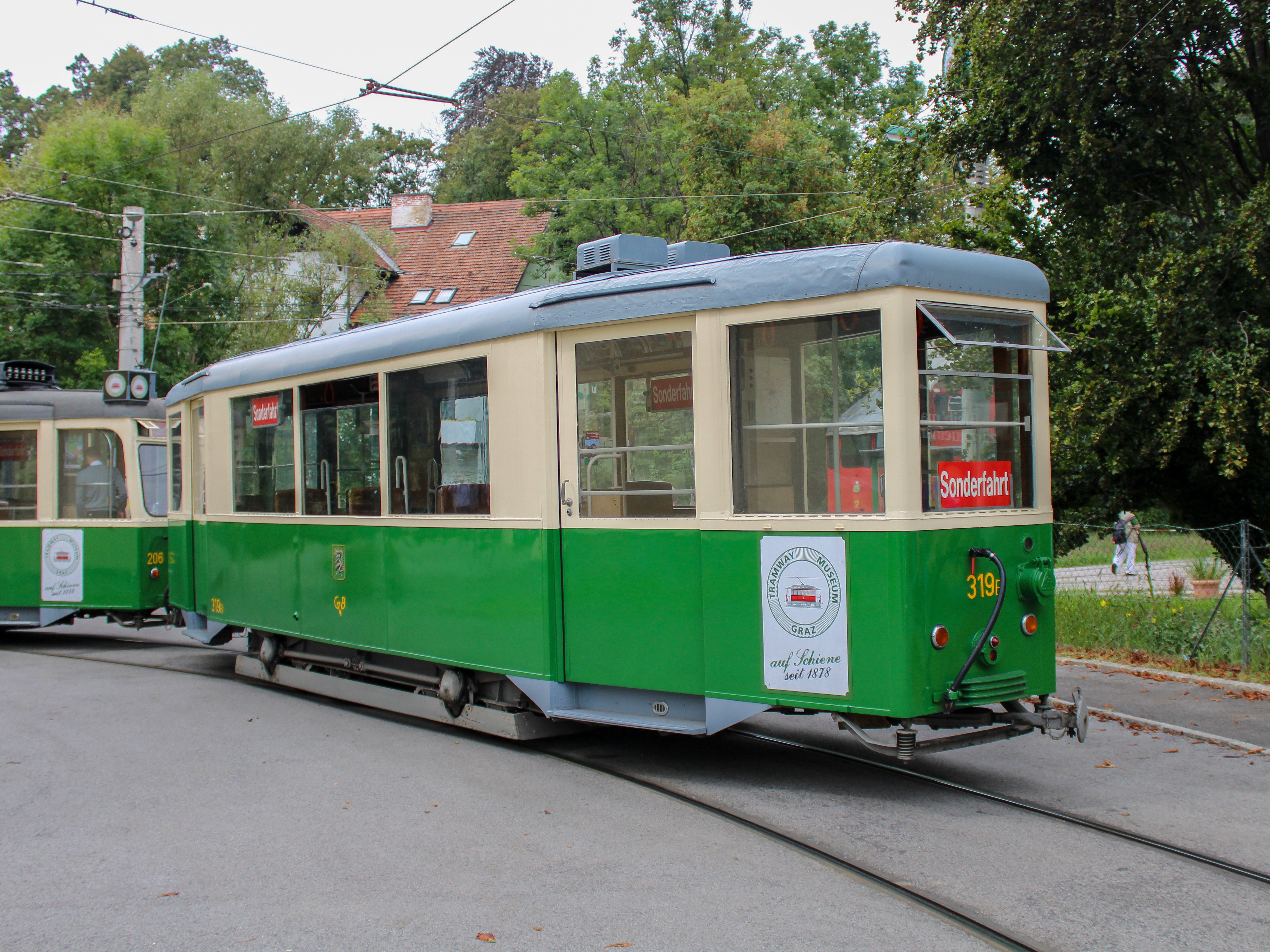
Der museal erhaltene Beiwagen 319B

## Technik
Die Triebwagen der Serie 200 waren 11,60 Meter lang, ihr Leergewicht betrug 13,6 Tonnen. Aufgrund der wirtschaftlichen Situation nach dem Krieg bestand der Wagenkasten aus Holz. Die Wagen boten insgesamt 16 Sitzplätze und 45 Stehplätze. Sie waren mit einer Sitzgelegenheit für den Fahrer, vielstufigen Nockenfahrschaltern, Schienenbremsen, pneumatischen Schiebetüren und einer elektrischen optisch-akustischen Abfertigungseinrichtung ausgerüstet.

## Bestand heute
Einige Garnituren blieben erhalten. Im Bestand des Tramway Museum Graz befinden sich unter anderem die Triebwagen 206, 222 und 234 (Baujahr 1949) mit Beiwagen. Wagen 206 wird ab und zu bei Sonderfahrten eingesetzt.
Die drei Triebwagen 212, 247 und 250 befinden sich im Besitz des Historama Ferlach. Triebwagen 212 besitzt eine rot/weiße Lackierung im Stil der Straßenbahn Klagenfurt.